# Helina flaviscutellata
Helina flaviscutellata este o specie de muște din genul Helina, familia Muscidae, descrisă de Xue, Feng și Song în anul 2006. Conform Catalogue of Life specia Helina flaviscutellata nu are subspecii cunoscute.